# José Manuel Lasa
Pour les articles homonymes, voir Lasa.
Lasa  Urquía est un nom espagnol. Le premier nom de famille, en général paternel, est Lasa ; le second, en général maternel, souvent omis, est Urquía.
José Manuel Lasa Urquía, né le 21 mai 1939 à Oiartzun, est un ancien coureur cycliste professionnel espagnol. Il est le frère aîné de Miguel María Lasa.

## Palmarès

### Palmarès amateur
- 1959
  - Mémorial Etxaniz
  - Prueba Alsasua
- 1962
  - Lazkaoko Proba
  - Prueba Alsasua
  - 3e du Tour de Navarre
- 1963
  - 3e du Tour de Navarre
- 1965
  - Tour de la Bidassoa
  - 3e étape du Tour de Navarre
  - 2ea étape du Trophée Nice-Matin (contre-la-montre par équipes)
  -  Médaillé d'argent du championnat du monde du contre-la-montre par équipes amateurs
  -  Médaillé d'argent du championnat du monde sur route amateurs

### Palmarès professionnel
- 1966
  - 1re étape du Tour de La Rioja
  - 3e du Trofeo Masferrer
  - 3e de la Semaine catalane
  - 3e du Tour de La Rioja
- 1967
  - 4eb étape du Grand Prix du Midi libre
  - 2e étape du Tour de La Rioja
  - 2e du championnat d'Espagne des régions
  - 5e du championnat du monde sur route
- 1968
  - 4e étape du Gran Premio de la Bicicleta Eibarresa
- 1969
  -  Champion d'Espagne des régions
  - Klasika Primavera
  - 3e du Tour d'Andalousie
  - 4e du Tour d'Espagne
- 1970
  -  Champion d'Espagne des régions

## Résultats sur les grands tours

### Tour de France
2 participations
- 1967 : 74e
- 1968 : abandon (7e étape)

### Tour d'Espagne
3 participations
- 1968 : 27e
- 1969 : 4e
- 1970 : 14e

### Tour d'Italie
1 participation
- 1970 : 28e